# عمر الدقير
عمر يوسف الدقير من مواليد 1962. سياسي سوداني، متزوج وأب لثلاثة أولاد وبنت

## التعليم
- بكالوريوس هندسة ميكانيكية من جامعة الخرطوم
- ماجستير إدارة المشاريع الهندسية من جامعة قلامورقان بالمملكة المتحدة.

## المناصب التي شغلها
- رئيس الجمعية الهندسية لطلاب كلية الهندسة بجامعة الخرطوم 1983- 1984
- رئيس اتحاد طلاب جامعة الخرطوم 84-1985
- عضو الأمانة العامة للتجمع النقابي الذي قاد الإضراب السياسي العام خلال انتفاضة أبريل المجيدة
- مهندس بمسبك الخرطوم المركزي[2] من عام 86 حتى الإحالة للصالح العام عام 1989
- مهندس استشاري في مشاريع البنى التحتية بإمارة ابوظبي بدولة الإمارات
- رئيس سابق لفرعية حزب المؤتمر السوداني بدولة الإمارات

- الأمين العام للنادي السوداني بابوظبي لدورتين.

- مقالات صحفية حول الشأن العام

- عضو المجلس المركزي[3] لحزب المؤتمر السوداني ونائب رئيس الحزب

- رئيس حزب المؤتمر السوداني خلفًا لإبراهيم الشيخ بتاريخ 15 يناير 2016.[4]

## نشاطاته
ألقت السلطات الأمنية السودانية القبض على عمر الدقير في أواخر ديسمبر 2018، بعد أن عمت احتجاجات المدن السودانية المطالبة برحيل النظام الحاكم، في أعقاب قرار حكومي برفع أسعار الخبز بثلاثة أضعاف. وتم الإفراج عنه ليلة الثلاثاء 5 مارس 2019، وذلك بعد شهرين من الاعتقال، على خلفية التظاهرات المناهضة لحكم الرئيس عمر البشير.